# Vales (Alfândega da Fé)

Vales é uma povoação portuguesa do Município de Alfândega da Fé que foi sede da Freguesia de Vales, freguesia que tinha 6,79 km² de área e 78 habitantes (2011) e, portanto, uma densidade populacional de 11,5 hab/km².
A Freguesia de Vales foi extinta (agregada) em 2013, no âmbito de uma reforma administrativa nacional, tendo sido agregada à freguesia de Pombal, para formar uma nova freguesia denominada União das Freguesias de Pombal e Vales com sede em Pombal.

## População
| População da freguesia de Vales (1864 – 2011) | População da freguesia de Vales (1864 – 2011) | População da freguesia de Vales (1864 – 2011) | População da freguesia de Vales (1864 – 2011) | População da freguesia de Vales (1864 – 2011) | População da freguesia de Vales (1864 – 2011) | População da freguesia de Vales (1864 – 2011) | População da freguesia de Vales (1864 – 2011) | População da freguesia de Vales (1864 – 2011) | População da freguesia de Vales (1864 – 2011) | População da freguesia de Vales (1864 – 2011) | População da freguesia de Vales (1864 – 2011) | População da freguesia de Vales (1864 – 2011) | População da freguesia de Vales (1864 – 2011) | População da freguesia de Vales (1864 – 2011) |
| --------------------------------------------- | --------------------------------------------- | --------------------------------------------- | --------------------------------------------- | --------------------------------------------- | --------------------------------------------- | --------------------------------------------- | --------------------------------------------- | --------------------------------------------- | --------------------------------------------- | --------------------------------------------- | --------------------------------------------- | --------------------------------------------- | --------------------------------------------- | --------------------------------------------- |
| 1864                                          | 1878                                          | 1890                                          | 1900                                          | 1911                                          | 1920                                          | 1930                                          | 1940                                          | 1950                                          | 1960                                          | 1970                                          | 1981                                          | 1991                                          | 2001                                          | 2011                                          |
| 226                                           | 236                                           | 226                                           | 233                                           | 224                                           | 174                                           | 192                                           | 202                                           | 217                                           | 204                                           | 166                                           | 156                                           | 113                                           | 70                                            | 78                                            |